# Всеобщие выборы в Никарагуа (2021)
Всеобщие выборы 2021 года в Никарагуа проходили 7 ноября. На них избирались президент, вице-президент, депутаты Национальной ассамблеи и представителей в Центральноамериканском парламенте от Никарагуа.
Президент Сандинистского фронта национального освобождения Даниэль Ортега участвовал в выборах для переизбрания на новый срок, в то время как в бюллетенях для голосования фигурировали пять кандидатов от оппозиции. В начале июня полиция арестовала пятерых потенциальных кандидатов от оппозиции. В июле были арестованы ещё два кандидата Медардо Майрена и Ноэль Видорре, а Луис Флей и Мария Асунсьон Морено были вынуждены покинуть страну из-за угроз ареста. Критики Ортеги заявили, что эти аресты были направлены на то, чтобы помешать кандидатам от оппозиции баллотироваться на выборах.
Крайний срок регистрации кандидатов — 2 августа 2021 года, а 3 августа кандидат в вице-президенты Беренис Кесада была помещена под домашний арест и лишена права баллотироваться. Правовой статус её партии «Граждане за свободу» и её кандидата в президенты Оскара Собальварро был приостановлен Высшим избирательным советом на следующей неделе, а кандидат от Конституционалистской либеральной партии Милтон Арсия подал в отставку в знак протеста.
Европейский союз, Организация американских государств, США, независимые наблюдатели за выборами и правозащитные группы раскритиковали выборы как мошеннические из-за запугивания, задержания и дисквалификации оппозиционных журналистов и политиков, поскольку эти действия обеспечили победу для Ортеги и его союзников.

## Избирательная система
Президент Никарагуа избирается относительным большинством.
90 депутатов Национальной ассамблеи избираются двумя методами: 20 членов парламента выбираются по единому национальному избирательному округу, остальные 70 — по 17 многомандатным округам, включающим от 2 до 19 мест. В обоих случаях выборы проводятся по закрытым спискам по системе пропорционального представительства без какого-либо избирательного барьера. Кроме этого, 2 места зарезервированы за кандидатом в президенты, занявшим второе место, и за избранным президентом (либо его вице-президентом). Списки кандидатов в Национальную ассамблею и в Центральноамериканский парламент должны включать равное количество мужчин и женщин.

## Ход голосования
В день выборов было проведено несколько маршей протеста и демонстраций против выборов никарагуанцами, проживающими за границей. В Коста-Рике тысячи граждан Никарагуа прошли маршем по главным улицам столицы Сан-Хосе, считая выборы «цирком и фальсификацией». Марш начался у статуи Леона Кортеса, расположенной в центре города, и закончился на площади Пласа-де-ла-Демокрасия. Другая группа демонстрантов направилась к посольству Никарагуа. В США в Вашингтоне прошли акции протеста с лозунгами «Демократия ДА, диктатура НЕТ» и транспарантами типа «Да здравствует свободная Никарагуа». Демонстранты вышли на акцию протеста перед посольством Никарагуа, а затем направились к штаб-квартире ОАГ, чтобы попросить международную организацию не признавать результаты выборов. Другой марш прошел в Майами, где никарагуанские демонстранты собрались на площади Рубен Дарио, чтобы выразить протест, маршируя к генеральному консульству Никарагуа с транспарантами типа «Если он не уйдёт, мы его вытащим». Протесты были также зарегистрированы в нескольких других американских городах и штатах, включая Лос-Анджелес, Нью-Йорк, Хьюстон и Колорадо. Марш также прошёл в Мадриде, Испания.
Первые избирательные участки открылись в 06:38 в Манагуа, и одним из первых проголосовал Монкада. Ко дню выборов было подготовлено 3 160 избирательных участков. Голосование окончилось в 18:00, без значительных инцидентов и с ожидаемой низкой явкой.

## Результаты

### Президентские выборы
| Кандидат                            | Кандидат                            | Партия                                         | Голоса    | %     |
| ----------------------------------- | ----------------------------------- | ---------------------------------------------- | --------- | ----- |
|                                     | Даниэль Ортега                      | Сандинистский фронт национального освобождения | 2 093 834 | 75,87 |
|                                     | Уолтер Эспиноза                     | Либерально-конституционная партия              | 395 406   | 14,33 |
|                                     | Гильермо Осорно                     | Никарагуанская партия христианского пути       | 89 853    | 3,26  |
|                                     | Марсело Монтьель                    | Никарагуанский либеральный альянс              | 85 711    | 3,11  |
|                                     | Герсон Гутьеррес                    | Альянс за республику                           | 48 429    | 1,75  |
|                                     | Маурисио Оруэ                       | Независимая либеральная партия                 | 46 510    | 1,69  |
| Недействительных/пустых бюллетеней  | Недействительных/пустых бюллетеней  | Недействительных/пустых бюллетеней             | 161 687   | 5,53  |
| Всего                               | Всего                               | Всего                                          | 2 759 743 | 100   |
| Зарегистрированных избирателей/Явка | Зарегистрированных избирателей/Явка | Зарегистрированных избирателей/Явка            | 4 476 601 | 65,26 |
| Источник: CSE, adam-carr            |                                     |                                                |           |       |

### Парламентские выборы
|                                             |                                                |                    |                    |                    |                |                |                |            |  |  |  |  |  |  |
| Партия                                      | Партия                                         | Национальный округ | Национальный округ | Национальный округ | Местные округа | Местные округа | Местные округа | Всего мест |  |  |  |  |  |  |
| Партия                                      | Партия                                         | Голоса             | %                  | Мест               | Голоса         | %              | Мест           | Всего мест |  |  |  |  |  |  |
|                                             | Сандинистский фронт национального освобождения | 2 039 717          | 74,17              | 15                 | 2 024 598      | 73,29          | 60             | 75         |  |  |  |  |  |  |
|                                             | Либерально-конституционная партия              | 259 789            | 9,45               | 2                  | 411 101        | 14,88          | 7              | 9          |  |  |  |  |  |  |
|                                             | Никарагуанский либеральный альянс              | 140 199            | 5,10               | 1                  | 99 335         | 3,60           | 1              | 2          |  |  |  |  |  |  |
|                                             | Независимая либеральная партия                 | 128 520            | 4,67               | 1                  | 69 523         | 2,52           | 0              | 1          |  |  |  |  |  |  |
|                                             | Альянс за республику                           | 127 997            | 4,65               | 1                  | 49 172         | 1,78           | 0              | 1          |  |  |  |  |  |  |
|                                             | Никарагуанская партия христианского пути       | 53 959             | 1,96               | 0                  | 82 844         | 3,00           | 1              | 1          |  |  |  |  |  |  |
|                                             | YATAMA                                         | -                  | -                  | -                  | 25 718         | 0,93           | 1              | 1          |  |  |  |  |  |  |
| Особые члены                                | Особые члены                                   | -                  | -                  | -                  | -              | -              | -              | 1          |  |  |  |  |  |  |
| Недействительных/пустых бюллетеней          | Недействительных/пустых бюллетеней             | 170 550            | 5,84               | -                  | 159 527        | 5,46           | -              | -          |  |  |  |  |  |  |
| Всего                                       | Всего                                          | 2 750 181          | 100                | 20                 | 2 762 291      | 100            | 70             | 91         |  |  |  |  |  |  |
| Зарегистрированных избирателей/Явка         | Зарегистрированных избирателей/Явка            | 4 476 601          | 65,24              | -                  | 4 476 601      | 65,27          | -              | -          |  |  |  |  |  |  |
| Источники: CSE, CSE, 100noticias, Adam Carr |                                                |                    |                    |                    |                |                |                |            |  |  |  |  |  |  |

### Выборы в Центральноамериканский парламент
| Партия                                           | Партия                                         | Голоса    | Мест |
| ------------------------------------------------ | ---------------------------------------------- | --------- | ---- |
|                                                  | Сандинистский фронт национального освобождения | 2 033 231 | 15   |
|                                                  | Либерально-конституционная партия              | 258 433   | 2    |
|                                                  | Никарагуанский либеральный альянс              | 139 840   | 1    |
|                                                  | Независимая либеральная партия                 | 128 421   | 1    |
|                                                  | Альянс за республику                           | 127 838   | 1    |
|                                                  | Никарагуанская партия христианского пути       | 53 676    | 1    |
| Источник: Consejo Supremo Electoral de Nicaragua |                                                |           |      |